# Хильдеберт I
Хильдеберт I (497 — 23 декабря 558) — король франков из династии Меровингов в 511—558 годах.
Третий сын короля Хлодвига I и Клотильды Бургундской. Имя Хильдеберт переводится с франкского как «Блистающий в битве».

## Биография

### Королевство Хильдеберта

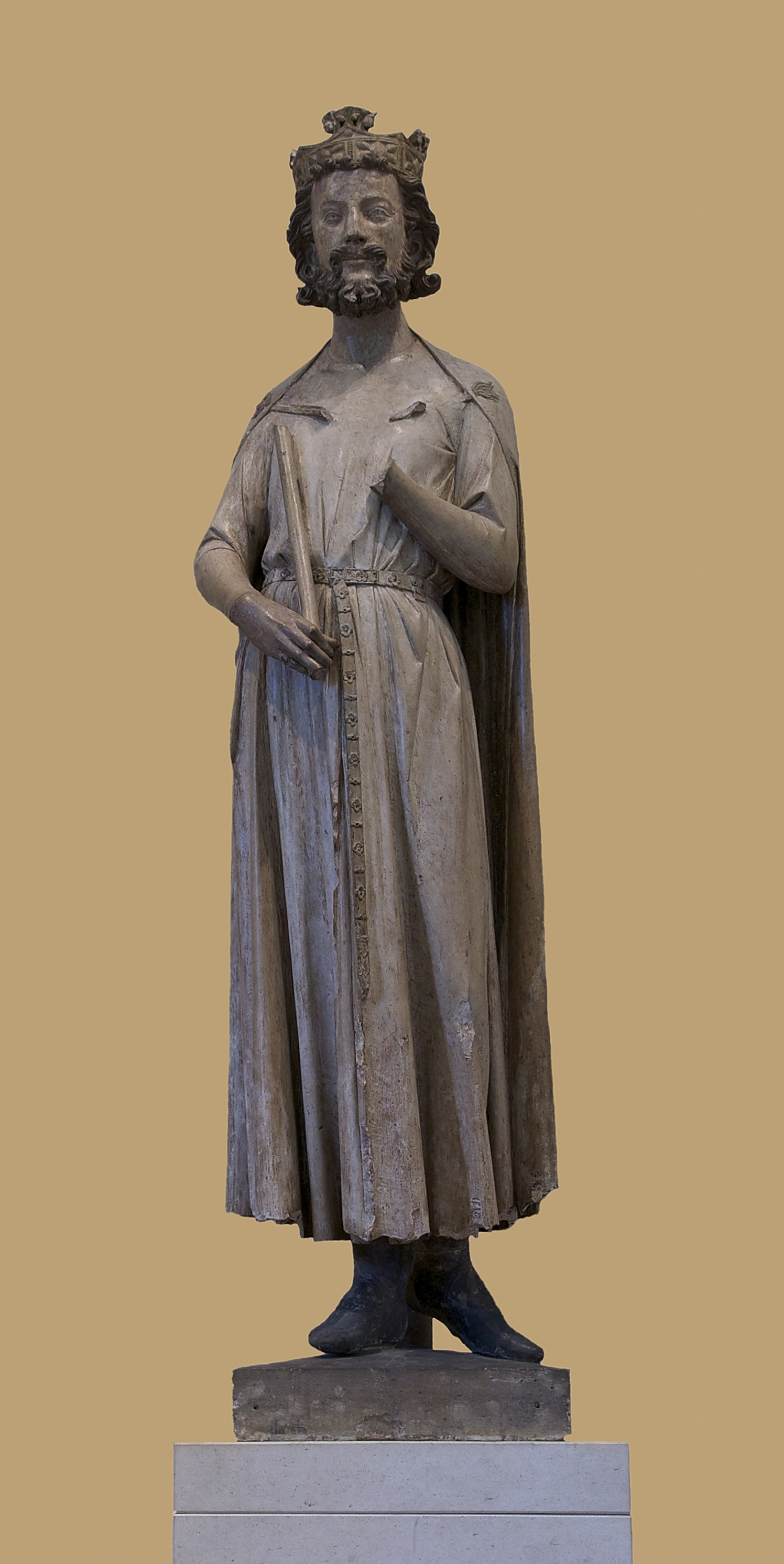
Статуя Хильдеберта I — основателя аббатства Сен-Жермен-де-Пре

По разделу владений отца в 511 году, получил Парижское королевство, а именно земли между Соной, Луарой и морем; то есть северо-западную часть Галлии, с городами Амьен, Париж, Руан, Лизьё, Байё, Авранш, Ренн и Ле-Ман. На юге государству Хильдеберта принадлежали, вероятно, области Сент, Ангулем и Бордо. Столицей Хильдеберта был Париж.
В 523 — 524 годах Хильдеберт совместно со своими братьями Хлодомиром и Хлотарём I воевал с бургундами. После того, как Хлодомир погиб в сражении при Везеронсе, Хильдеберт и Хлотарь убили его сыновей, и затем, вместе с примкнувшим к ним Теодорихом I, разделили между собой его королевство. Хильдеберту, в частности, достались области вокруг Анжера и Нанта к северу от Луары, а также Шартр, Орлеан и Бурж.

### Война с вестготами

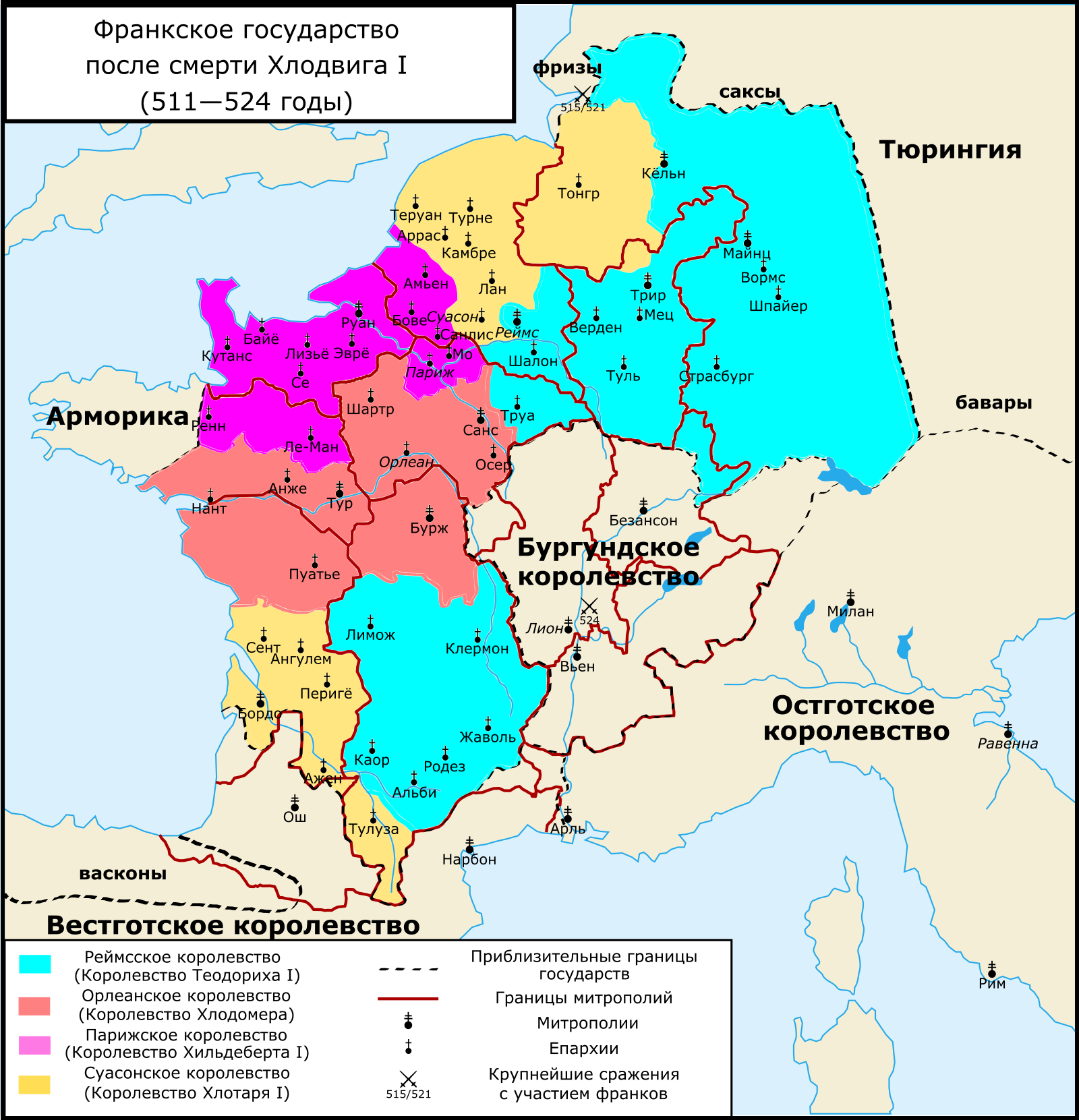
Франкское государство после смерти Хлодвига I (511—524 годы)

В начале 530-х годов между франками и вестготами начались военные действия. Поводом к войне послужило то обстоятельство, что сестра Хильдеберта Хлодехильда, исповедующая ортодоксально-никейское христианство, выданная замуж за короля вестготов Амалариха, придерживающегося, как и все готы, арианства, испытывала со стороны мужа и его окружения многочисленные оскорбления. «Часто, когда она шла в святую церковь, он приказывал бросать в неё навоз и различные нечистоты и, наконец, говорят, он так её жестоко избил, что она переслала брату платок, пропитанный её кровью». О том, что Амаларих недостойно обращался со своей женой, не позволял ей совершать привычные обряды и что из-за этого вспыхнула война между готами и франками, пишет и Прокопий Кесарийский.
Хильдеберт решил отомстить за сестру. Два других сына Хлодвига, Теодорих и Хлотарь, в это время завершали окончательное подчинение Тюрингии, так что Хильдеберт, к тому времени занявший Клермон и установивший контроль над частью Аквитании, оказался наиболее готовым к войне с вестготами. В 531 году он предпринял поход в Септиманию и разбил вестготов в сражении под Нарбонной. Король Амаларих был убит. Хильдеберт забрал сестру, но по дороге на родину она умерла по неизвестной причине. Позже тело её привезли в Париж и похоронили рядом с её отцом Хлодвигом I. Хильдеберт же среди прочих сокровищ захватил и драгоценную церковную утварь. А именно: шестьдесят чаш, пятнадцать блюд, двадцать ценных окладов для Евангелий — всё это из чистого золота и украшено драгоценными камнями. Но он не позволил ломать эти вещи, а распределил их и передал церквам и базиликам святых.
Через год в этой войне приняли участие также Теодорих I и Хлотарь I, которые послали с войсками своих старших сыновей Теодеберта и Гунтара. Вестготов оттеснили с тех земель, которые они захватили после смерти Хлодвига и все территории к северу от Пиренеев, кроме Септимании были ими потеряны.

### Захват Бургундии

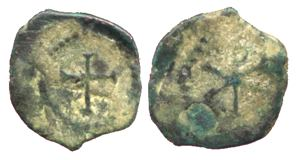
Монета Хильдеберта I.

По словам Григория Турского, в 532 году Хильдеберт I и Хлотарь I, а также примкнувший к ним Теодеберт I, сын Теодориха I, вновь вторглись в королевство бургундов, осадили Отён и в сражении разбили войско Годомара II.
Марий Аваншский датировал полный захват королевства бургундов франками 534 годом. Об этом событии он писал: «Короли франков — Хильдеберт, Хлотарь и Теодеберт захватили Бургундию и, обратив в бегство короля Годомара, поделили его королевство». Прокопий Кесарийский, рассказывая о дальнейшей судьбе Годомара II, повествовал, что того «схватили, заключили в какое-то бывшее там укрепление, где и держали под стражей; самих же бургундов, сделав своими подданными, заставили в дальнейшем, как взятых в плен с оружием в руках, участвовать вместе с ними в походах против неприятелей, а всю ту страну, которую прежде заселяли бургунды, подчинив себе, заставили платить подать».
По разделу Бургундии между Меровингами Хильдеберту I, в том числе, достались Лион, Вьенн и Женева.

### Отношения с остготами
После убийства остготской королевы Амаласунты в 535 году император Византии Юстиниан I решил воспользоваться этим предлогом для открытия военных действий против остготов. Желая заручиться также поддержкой франкских королей, он написал им следующее:

«Захватив нам принадлежавшую Италию силой, готы не только не имели ни малейшего намерения возвратить её нам, но ещё прибавили нестерпимые и огромные обиды. Поэтому мы были принуждены двинуться на них походом, и было бы правильно, если бы вы помогли нам в этой войне, которую делает общей для нас православная вера, отвергающая арианские заблуждения, и наша общая к готам вражда».
 Кроме того он послал им богатые денежные подарки, и соглашался дать им ещё больше тогда, когда они приступят к выполнению этого дела. Они с большой готовностью обещали ему своё содействие.

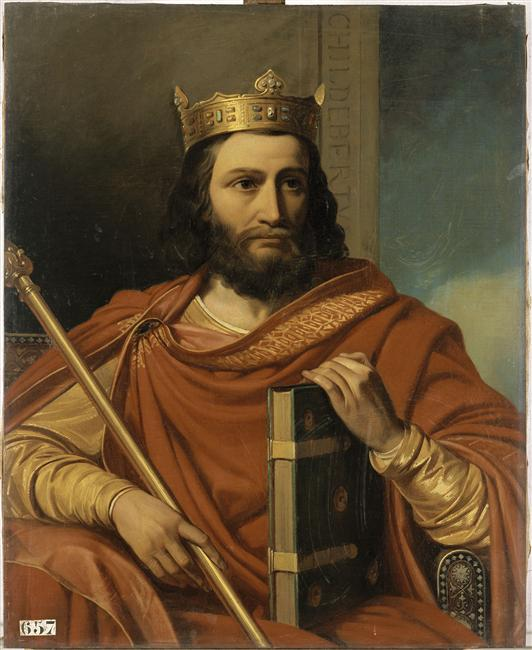
Хильдеберт I — король франков. Портрет кисти Жана-Луи Безарда. Около 1838 года. Версаль. Национальный музей дворца и Трианонов

Отлично осознавая невозможность вести боевые действия на два фронта, остготы прилагали все усилия, чтобы путём всевозможных уступок заключить мир с франками. Уже король Теодохад пытался уступкой Прованса и всех завоеваний остготов на территории Бургундии, а также привосокупив туда же 2000 фунтов (более 650 кг) золота добиться перехода франков на свою сторону. Однако его низложение и убийство прервало этот процесс.
Сразу же по вступлении на престол к переговорам с франками обратился и новый король остготов Витигес. В 536 году он на тех же прежних условиях уступил в пользу Хильдеберта, его брата Хлотаря I и их племянника Теодеберта I остготские владения в Галлии и передал им золото. По словам Прокопия франкские короли, «приняв Галлию и деньги, разделили их пропорционально величине власти каждого из них; они согласились быть в высшей степени дружественными готам и тайно послать на помощь, но не франков, а из подчиненных им племен. Заключить открыто военный союз во вред римлянам они не могли, так как немного раньше они согласились оказать помощь в этой войне императору». Григорий Турский рассказывает, что короли Хильдеберт и Теодеберт обманом захватили подаренное остготами и ничего не выделили Хлотарю, так как тот в своё время, женившись на Гунтеке, вдове Хлодомира, захватил сокровища покойного, так же ничем не поделившись с остальными королями.
Однако, франко-готский союз против Юстиниана, на который надеялся Витигес, не состоялся. Политика Хильдеберта, в отличие от Теодеберта I и Теодебальда, оставалась провизантийской. В 549 — 550 годах он также отказался заключить договор и с остготским королём Тотилой.

### Новый конфликт с королевством вестготов

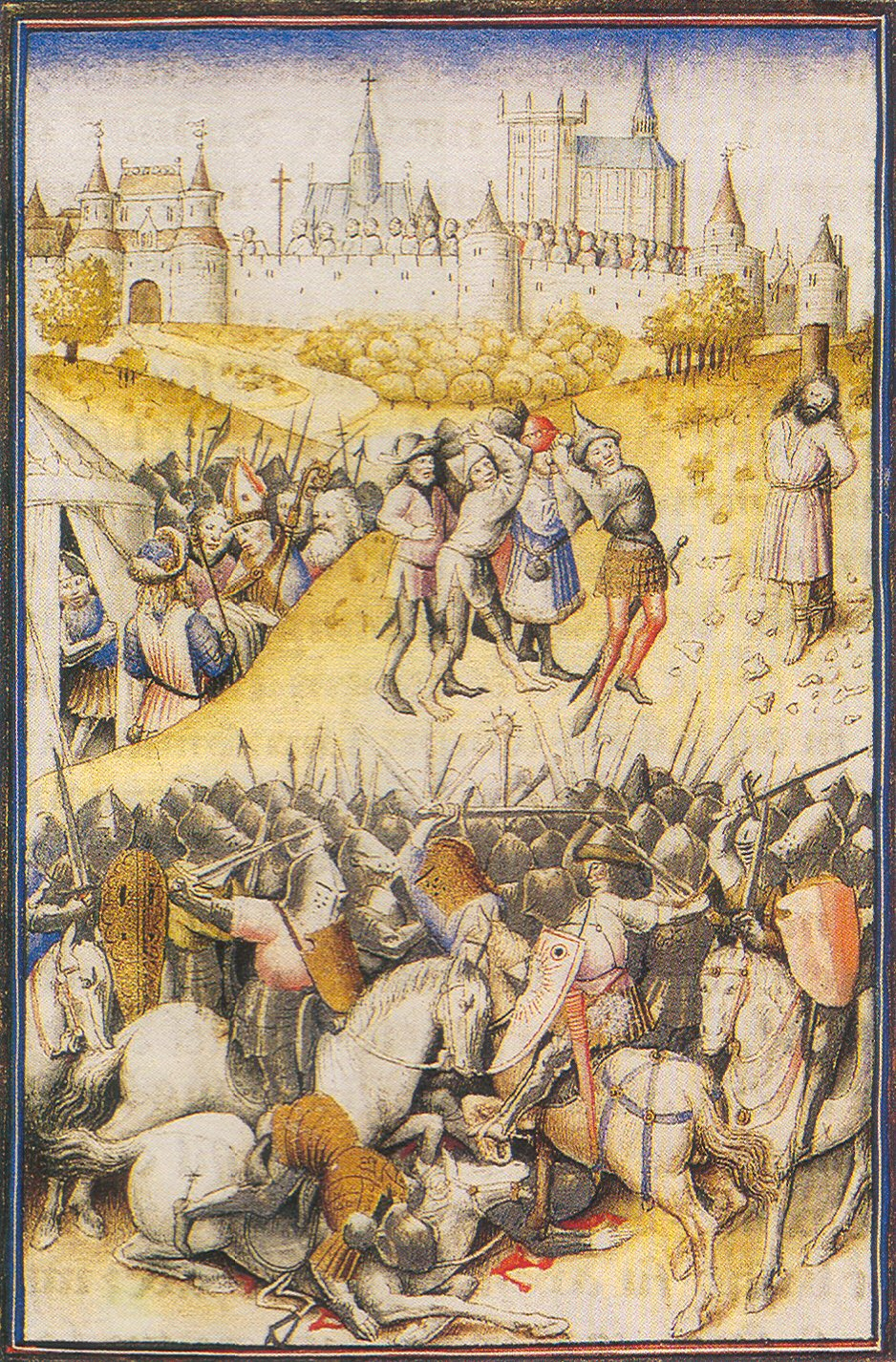
Осада Сарагосы Хильдебертом I и Хлотарем I.

Десять лет спустя после первой стычки, между вестготами и франками вспыхнула новая война. В 541 или 542 году Хильдеберт вместо того, чтобы закончить завоевание Септимании, решил нанести удар по вестготам в самом центре их королевства в Испании. При поддержке своего брата Хлотаря I Хильдеберт с неисчислимыми силами пересёк Пиренеи, опустошил провинцию Таррагона, двинулся походом на Сарагосу, осадил город, но не добились успеха.
Вестготский герцог Теудигизел перекрыл горные проходы в Пиренеях перед двигающейся на родину с огромным обозом награбленного франкской армией и, несмотря на численное меньшинство своих воинов, внезапным ударом отбросил франков. Однако в дальнейшем, отлично осознавая, что ему не удастся надолго задержать столь большую армию, он вступил в переговоры с Хильдебертом и Хлотарём и за значительную сумму денег открыл проход на период в один день и одну ночь. Франки, которые не успели отступить в отведенное время, были безжалостно уничтожены готами.
Вместо военного и политического успеха, Хильдеберт вывез из Испании дорогую для вестготов реликвию, так называемую тунику святого Викентия, диакона сарагосской церкви, принявшего мученическую смерть во время гонений на христиан при римском императоре Диоклетиане. Сначала Хильдеберт приказал прибить её к воротам Парижа, но в дальнейшем, по совету парижского епископа Германа Парижского он основал монастырь, впоследствии получивший название Сен-Жермен-де-Пре, для хранения этой реликвии.

### Конфликты с братьями

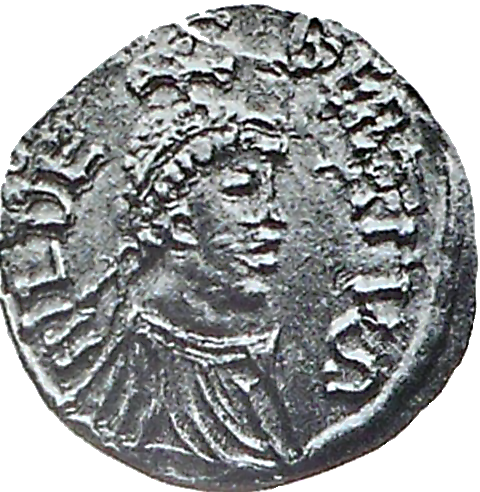
Золотой тремисс Хильдеберта I. Национальная библиотека Франции.

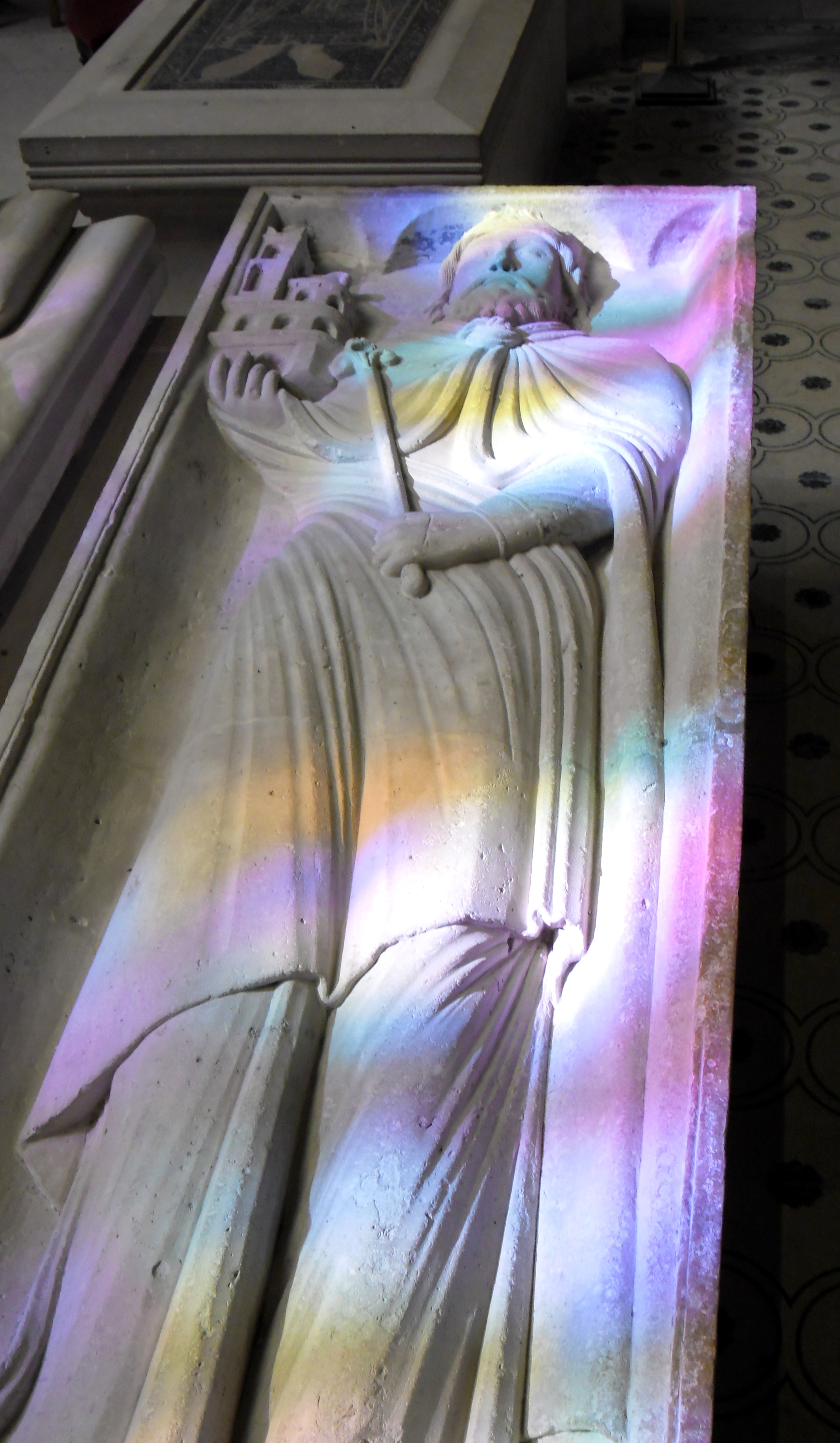
Гробница Хильдеберта I в Сен-Дени

Хильдеберт вёл борьбу с братом Теодорихом I за Овернь, но безрезультатно. После смерти Теодориха Хильдеберт и Хлотарь I попытались лишить наследства его сына Теодеберта I, как прежде они сделали с сыновьями Хлодомира, но так как большая дружина Теодориха полностью перешла на сторону Теодеберта, сумевшего привлечь их богатыми дарами из королевской казны, оба брата потерпели неудачу. Однако позднее Хильдеберт вступил с Теодебертом I в альянс, направленный против Хлотаря I. Они даже совершили против него поход, но из-за неблагоприятных предзнаменовений вынуждены были его отменить.
Под конец жизни у Хильдеберта окончательно испортились отношения и с братом Хлотарём I, который, женившись на молодой вдове короля Теодебальда, захватил земли Австразии, ничем не поделившись с Хильдебертом. Хильдеберт поддержал восстание сына Хлотаря Храмна. Хильдеберт, пока Хлотарь воевал с саксами, пришёл в Реймскую Шампань, дошёл до самого города Реймса, всё опустошая грабежами и пожарами. Так как Хильдеберт услышал, что брат его убит саксами, и, считая, что всё теперь в его власти, он захватил все области, куда только мог дойти (555 год).
23 декабря 558 года, после продолжительной болезни, Хильдеберт умер в Париже. Его погребли в построенной им самим базилике святого Винценция в монастыре Сен-Жермен-де-Пре. В настоящее время гробница Хильдеберта находится в аббатстве Сен-Дени. Так как у него не было сыновей, Хлотарь завладел его королевством, а его жену Вультроготу (женат не позднее 541 года) и двух дочерей отправил в изгнание.